# Umschau
Die Umschau ist ein Magazin des MDR Fernsehen, das sich insbesondere mit Themen aus den Bereichen Wirtschaft, Verbraucher und Soziales – vor allem im Sendegebiet (Sachsen-Anhalt, Thüringen und Sachsen) – auseinandersetzt. Die Umschau ist eine wöchentlich (bis März 2011 14-täglich) ausgestrahlte Livesendung mit vier bis fünf Magazinbeiträgen, die dienstags um 20:15 Uhr im MDR gesendet wird. Sie ist das älteste regelmäßig ausgestrahlte Magazin im deutschen Fernsehen.

## Geschichte
Sendestart für das Wissenschaftsmagazin Umschau – Neues aus Wissenschaft und Technik im DDR-Fernsehen DFF war der 18. Mai 1961. Nach der Wende und mit Gründung des MDR war die Umschau zunächst ein Wirtschaftsmagazin, später dann auch eine Ratgeber- und Verbrauchersendung.
Das Magazin setzt sich mit den Lebenswirklichkeiten vor allem im Osten Deutschlands auseinander und hinterfragt gesellschaftliche und wirtschaftliche Veränderungen. Wegen ihrer investigativen und exklusiven Recherchen gehört die Umschau zu den MDR-Produktionen, die am häufigsten in Nachrichtenagenturen und Zeitungen zitiert werden.
Zu den am stärksten in der Öffentlichkeit wahrgenommenen Aktionen gehörte der Test „Rentenbescheide“ zur Jahreswende 2004/2005. Bei dieser im deutschen Fernsehen bisher einmaligen Zuschaueraktion wurden über 1000 amtliche Bescheide von Ost-Renten-Beziehern auf ihre Richtigkeit hin überprüft. Die Umschau hat eine Reihe von Ratgeberbüchern publiziert (Miete, Rente und Altersvorsorge sowie Steuerratgeber).

## Moderation
- Ana Plasencia (seit 2007) – Vertretung: Meike Krüger (seit 2015) und Susann Reichenbach (seit 2021)
- Andreas Brückner (2002–2007)
- Angela Elis (2001–2004)
- Birgit Keller (1997–2001)
- Jürgen Osterhage (1994–1998)
- Petra Strohmeier (1993–1994, im Wechsel mit Luckow)
- Alexander Luckow (1993 bis spätestens 1996[3])
- Otto Dienelt (1976–1993)
- Manfred Vieweg (ab 1961 oder später Vertretung)
- Wolfgang Mertin (bis 1974)[4]